# Diana DeGarmo

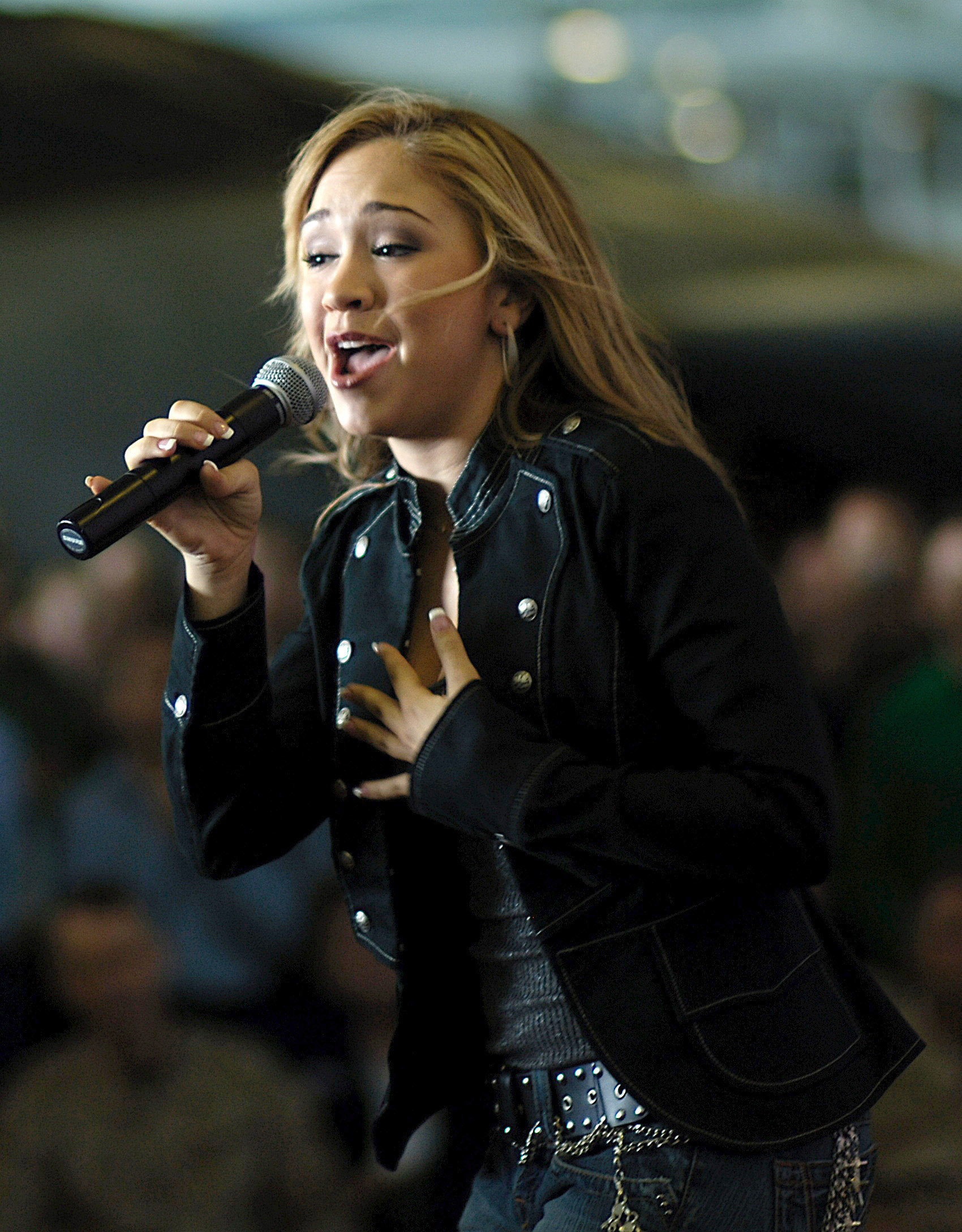
Diana DeGarmo (2005)

Diana Nicole DeGarmo (* 16. Juni 1987 in Birmingham, Alabama) ist eine US-amerikanische Sängerin. Im Jahr 2004 nahm sie an der dritten Staffel von American Idol teil und erreichte den zweiten Platz.

## Leben
Diana DeGarmo wurde am 16. Juni 1987 in Birmingham (Alabama) geboren. Sie ging in Snellville (Georgia) auf die Crews Middle School. DeGarmo spielt seit 2005 Theater, unter anderem auch am Broadway.
Ihr Onkel Eddie (von DeGarmo and Key) ist ebenfalls Musiker.

## American Idol
Am 26. Mai 2004 unterlag DeGarmo Fantasia Barrino im Finale. Damit war sie die jüngste Finalistin in neun Staffeln, bis in der zehnten Staffel (2011) Lauren Alaina ihr damaliges Alter von 16 Jahren und 345 Tagen um 147 Tage unterbot.

### Auftritte
| Show   | Lied                                                                   | Originalinterpret                                                                 |
| ------ | ---------------------------------------------------------------------- | --------------------------------------------------------------------------------- |
| Top 32 | I’ve Got the Music in Me                                               | Kiki Dee                                                                          |
| Top 12 | Think                                                                  | Aretha Franklin                                                                   |
| Top 11 | A Broken Wing                                                          | Martina McBride                                                                   |
| Top 10 | Do You Love Me                                                         | The Contours                                                                      |
| Top 9  | I’m Still Standing                                                     | Elton John                                                                        |
| Top 8  | My Heart Will Go On                                                    | Céline Dion                                                                       |
| Top 7  | One Voice                                                              | Barry Manilow                                                                     |
| Top 6  | Turn the Beat Around                                                   | Gloria Estefan/Vicki Sue Robinson                                                 |
| Top 5  | Someone to Watch Over Me Get Happy                                     | Ella Fitzgerald Judy Garland                                                      |
| Top 4  | This Is It No More Tears (Enough Is Enough)                            | Melba Moore Donna Summer & Barbra Streisand                                       |
| Top 3  | Ain’t No Mountain High Enough Because You Loved Me Don’t Cry Out Loud  | Marvin Gaye & Tammi Terrell Celine Dion Melissa Manchester                        |
| Finale | I Believe No More Tears (Enough Is Enough) Don’t Cry Out Loud (Zugabe) | Fantasia Barrino/Diana DeGarmo Donna Summer & Barbra Streisand Melissa Manchester |

## Diskografie
Alben:
- 2004: Blue Skies

EPs:
- 2009: Unplugged in Nashville
- 2012: Live to Love

Singles:
- 2004: Dreams
- 2004: Emotional